# Hotel Viru
L'Hotel Viru, oficialment conegut com a Original Sokos Hotel Viru, és un emblemàtic gratacel situat al centre de Tallinn, la capital d'Estònia. Inaugurat el 1972, aquest edifici de 23 plantes no només destaca per la seva arquitectura modernista, sinó també per la seva història vinculada a l’espionatge soviètic.

## Història
L'Hotel Viru va ser construït durant una època de grans tensions polítiques i ideològiques a Europa. Estònia, aleshores una república socialista sota domini soviètic, formava part del bloc de l’Est. Tot i això, el govern soviètic buscava desenvolupar infraestructures turístiques que projectessin una imatge moderna i atractiva als visitants estrangers, especialment a Tallinn, que amb la seva bellesa medieval i proximitat a Finlàndia es convertia en una destinació potencialment rendible.
El projecte va començar a gestar-se a finals dels anys 60, quan les autoritats soviètiques van reconèixer la necessitat d’un hotel de gran capacitat i estàndards internacionals. Per aconseguir-ho, van confiar en la constructora finlandesa Repo Oy, una elecció molt poc habitual, atesa la tensa relació entre el bloc soviètic i els països capitalistes. El fet que Finlàndia mantingués una política de neutralitat activa i bones relacions comercials amb la URSS va facilitar aquesta col·laboració excepcional.
Les obres van començar el 1969 i es van completar en un temps rècord per a l’època: l’hotel va obrir les portes el 5 de maig de 1972, convertint-se en el primer gratacel de Tallinn i en un dels edificis més moderns de tota la Unió Soviètica. Amb 23 plantes (encara que oficialment se’n reconeixien només 22) i 516 habitacions, l’hotel oferia serveis avançats com telèfons internacionals, una sala de concerts, diversos restaurants i fins i tot una discoteca: tot pensat per atraure turistes estrangers, però també per mantenir-los controlats.
Des de l’inici, l’hotel va ser gestionat per Intourist, l’agència estatal de turisme de la URSS, que controlava estrictament els visitants internacionals. El personal era seleccionat amb cura, sovint per les seves habilitats lingüístiques i la seva lleialtat ideològica. De fet, molts treballadors estaven afiliats al Partit Comunista i seguien protocols estrictes per informar sobre comportaments sospitosos o comentaris polítics per part dels hostes.
Un dels aspectes més singulars i polèmics de l'Hotel Viru és la seva relació amb el KGB, el temut servei d’intel·ligència soviètic. Tot i que no apareixia en els plànols oficials, la planta 23 de l’edifici estava dedicada a operacions d’espionatge. Des d’allí, s’enregistraven converses mitjançant micròfons ocults instal·lats en unes 60 habitacions, així com en telèfons, llums i fins i tot cendrers. També es controlaven les línies telefòniques internacionals i es mantenia una vigilància constant a través de càmeres i informadors.

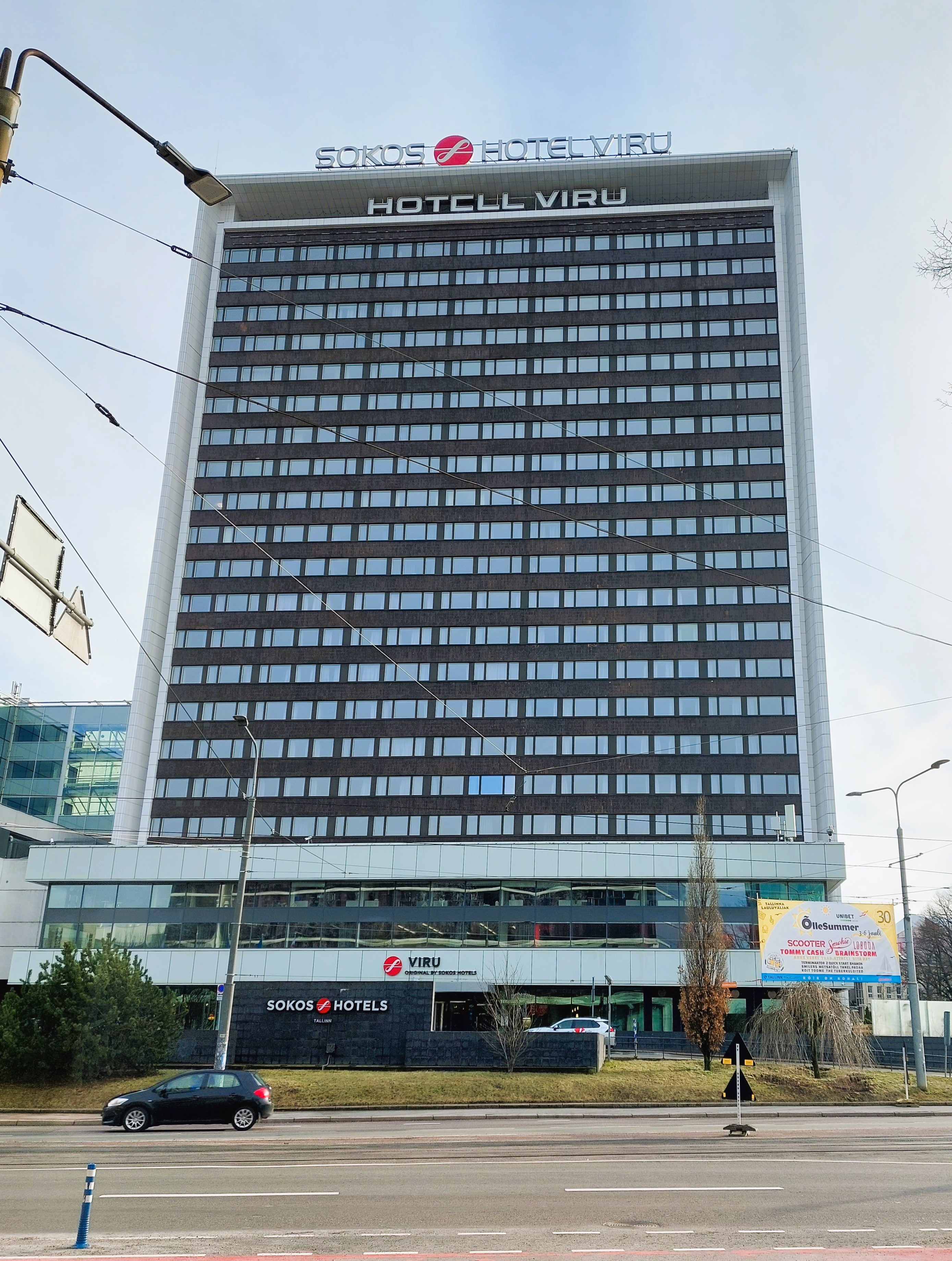

Amb la caiguda de la Unió Soviètica i la recuperació de la independència d’Estònia el 1991, l’hotel va entrar en una nova fase. L’any 1992 es va tancar la planta 23, i els agents del KGB van abandonar precipitadament les seves instal·lacions, deixant enrere equips, documents i eines d’espionatge que es conservarien gairebé intactes. Durant els anys següents, l’edifici va continuar funcionant com a hotel, tot i que amb instal·lacions cada cop més antiquades i una gestió limitada.
La gran transformació va arribar a partir de l’any 2000, quan el grup finlandès SOK Corporation va adquirir l’establiment. La seva filial hotelera Sokos Hotels va liderar una renovació integral de l’edifici, tant estructural com conceptual. El 2003, el renovat Original Sokos Hotel Viru va obrir amb una imatge moderna, serveis actualitzats i una nova oferta comercial al seu costat: el Viru Keskus, un centre comercial de luxe que va dinamitzar tota la zona del centre de Tallinn.
Una de les iniciatives més destacades del nou període va ser la creació del Museu del KGB a la mítica planta 23. El museu ofereix una mirada inèdita a les activitats secretes del període soviètic, amb visites guiades que mostren les sales d’escolta, els aparells originals, documents i material de vigilància. Aquesta atracció s’ha convertit en un punt de referència per als visitants interessats en la història contemporània d’Estònia i el funcionament del KGB durant la Guerra Freda.
Avui dia, l’Hotel Viru representa una síntesi entre passat i present. És un establiment d’alta categoria, adaptat als estàndards europeus actuals, però alhora un espai carregat de significat històric. Tant per la seva arquitectura, la seva ubicació privilegiada o la seva singular trajectòria, l’Hotel Viru continua sent una icona viva de Tallinn, recordatori d’un temps en què la vigilància i la diplomàcia es barrejaven amb el turisme i el luxe aparent.

## Arquitectura i característiques tècniques

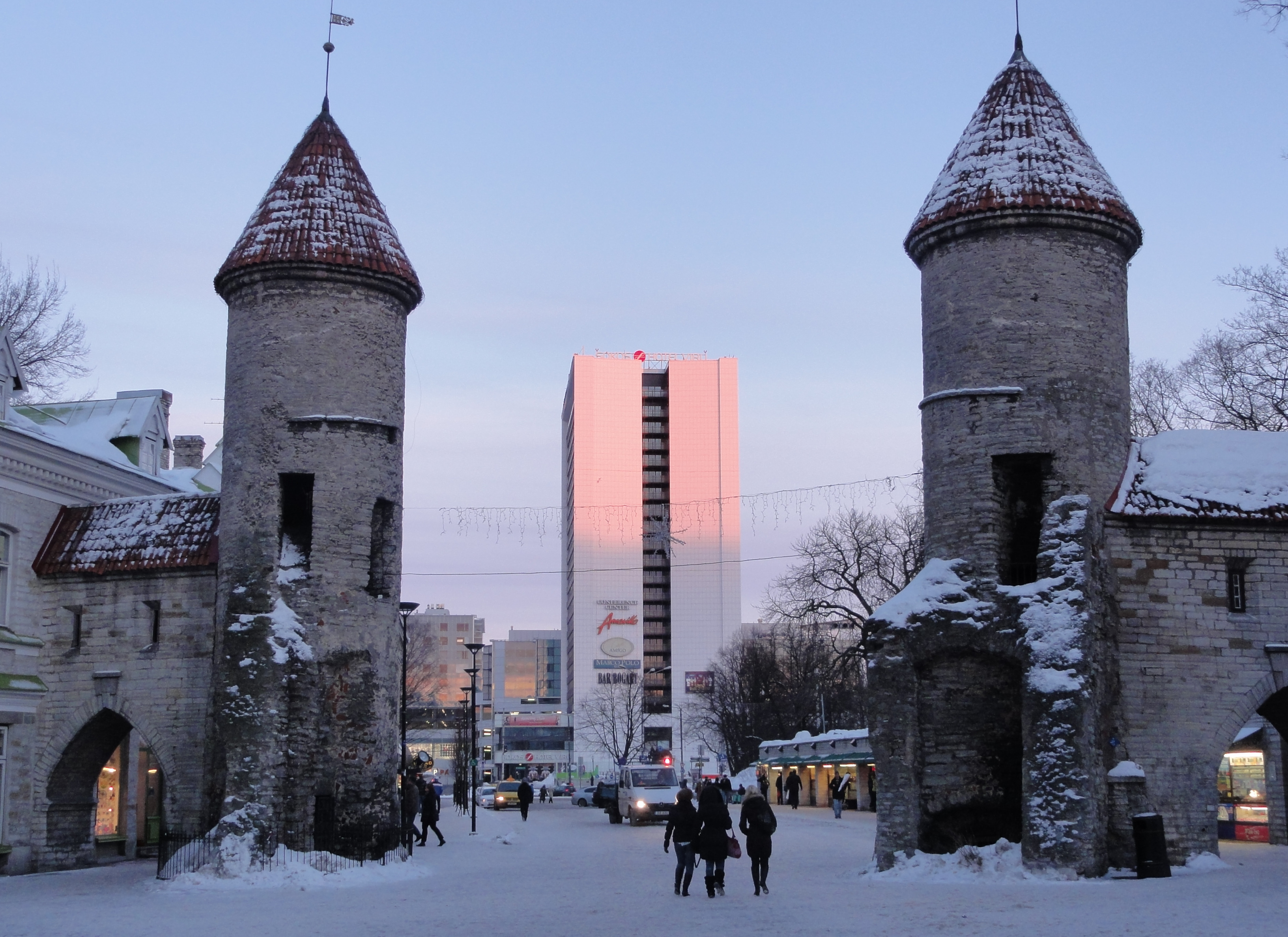

L'Hotel Viru és una mostra destacada de l’arquitectura modernista funcional pròpia de les dècades finals del segle xx, especialment dins el context soviètic. No obstant això, presenta singularitats que el diferencien clarament d’altres construccions similars del període, principalment a causa de la seva col·laboració amb l’empresa finlandesa Repo Oy, que va introduir mètodes de construcció, materials i estils occidentals en plena Guerra Freda.
L’edifici principal té una estructura vertical de 23 plantes (encara que oficialment se’n reconeixen 22) i una alçada total de 74 metres. La seva silueta rectangular i sòbria contrasta amb l’arquitectura medieval del centre històric de Tallinn, fet que en destaca el caràcter simbòlic com a mostra de “progrés” tecnològic i arquitectònic durant el període soviètic. El disseny està pensat per maximitzar la funcionalitat i l’eficiència en l’ús de l’espai, tant per als hostes com per al personal.
L’estructura es basa en un esquelet de formigó armat, revestit amb panells prefabricats que combinen vidre i metall. Aquesta tècnica constructiva permetia una construcció ràpida i estandarditzada, però amb detalls de disseny que transmetien una aparença més sofisticada que altres edificis soviètics. Les finestres grans i regulars dels pisos superiors ofereixen una panoràmica espectacular del mar Bàltic i del casc antic de la ciutat.

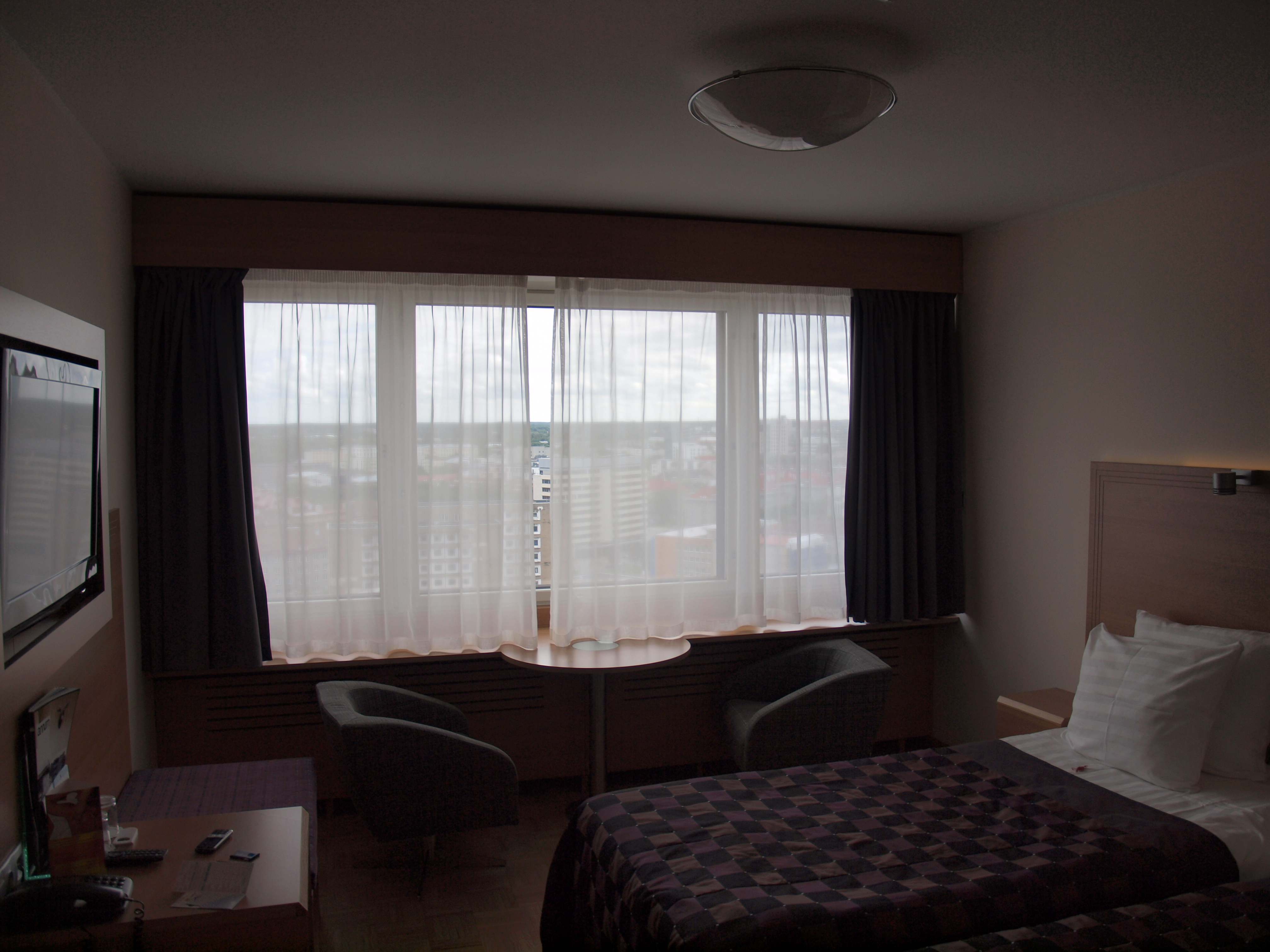

La planta baixa acull el vestíbul, el restaurant principal, diverses sales de reunions i espais comuns. Originalment, també incloïa una sala de concerts amb capacitat per a centenars d’espectadors, una discoteca i fins i tot un casino exclusiu per a turistes estrangers. La distribució interna seguia patrons de seguretat molt estudiats: moltes habitacions estaven dissenyades amb punts estratègics per a la col·locació de micròfons, i els espais públics eren fàcils de controlar visualment.
Una de les característiques més singulars de l’edifici és la planta 23, amagada als plànols oficials, però plenament funcional, on el KGB va instal·lar els seus equips d’espionatge. L’espai incloïa sales d’intervenció telefònica, sistemes de gravació sonora, arxius i una xarxa de control intern connectada amb el sistema elèctric i telefònic de l’hotel. Els conductes de ventilació i les línies elèctriques van ser modificats per facilitar aquestes operacions secretes.
Després de la renovació del 2003, l’hotel ha mantingut l’estructura original, però amb actualitzacions tècniques significatives: nous sistemes de climatització, ascensors moderns, reforç estructural, i una eficiència energètica millorada. Tot i així, s’ha respectat l’aspecte exterior, convertint l’Hotel Viru en un exemple viu de la convivència entre el patrimoni arquitectònic soviètic i la modernitat europea.

## El Museu del KGB

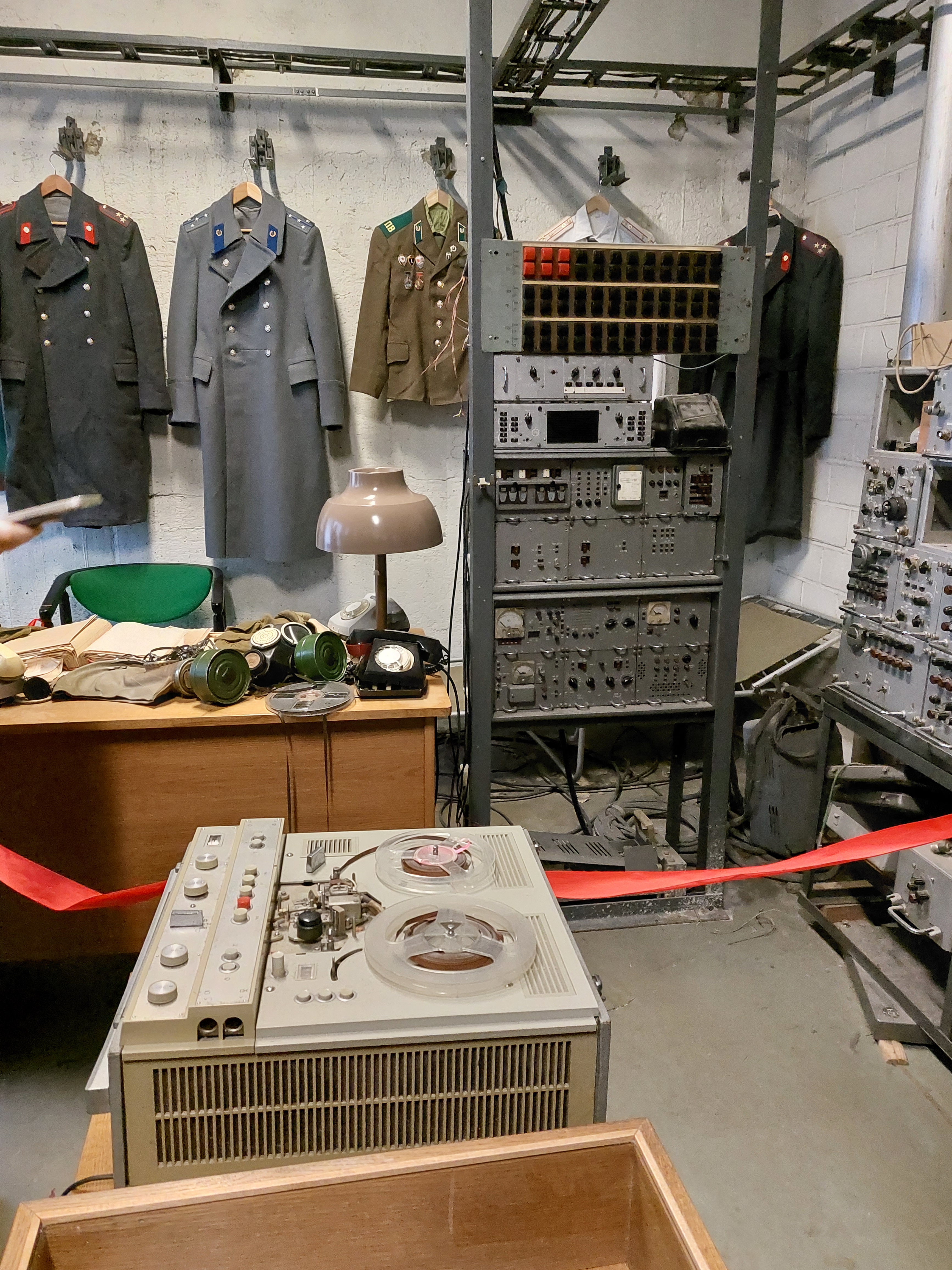

Una de les característiques més singulars i fascinants de l’Hotel Viru és la seva vinculació directa amb les activitats del KGB (Comitè per a la Seguretat de l'Estat) durant l’època soviètica. Aquesta relació històrica va quedar oficialment reconeguda amb la creació del Museu del KGB, situat a la planta 23 de l’hotel, un nivell que durant dècades va estar ocult al públic i que no figurava en cap plànol oficial.
El museu es va inaugurar el 2011, després de la independència d’Estònia i la retirada de l’Exèrcit Roig. Ocupa les estances que en el passat van ser utilitzades com a centre de comunicacions i vigilància per part dels agents soviètics. A través d’una visita guiada, els visitants poden descobrir com l’espionatge soviètic operava dins d’un hotel que aparentment era un simple allotjament per a turistes.
La planta 23 acull una sèrie de sales originals conservades gairebé intactes: oficines petites amb equips d’escolta, aparells de gravació, màquines de transmissió, telèfons d’intercepció i documents que mostren els noms en clau dels agents i els informes de vigilància. L’espai conserva també els mobles i materials originals, amb una atmosfera gairebé congelada en el temps, com si els agents haguessin marxat precipitadament, deixant enrere les proves de la seva activitat.
Una part destacada del museu són les explicacions detallades sobre els mètodes d’espionatge utilitzats: des de micròfons amagats a les làmpades de les habitacions, fins a espills falsos i conductes de ventilació modificats per instal·lar-hi cables i sistemes de gravació. A més, els treballadors locals que havien de col·laborar amb el KGB sovint no sabien del tot quin era el seu paper dins d’un sistema molt més ampli de control ideològic i polític.

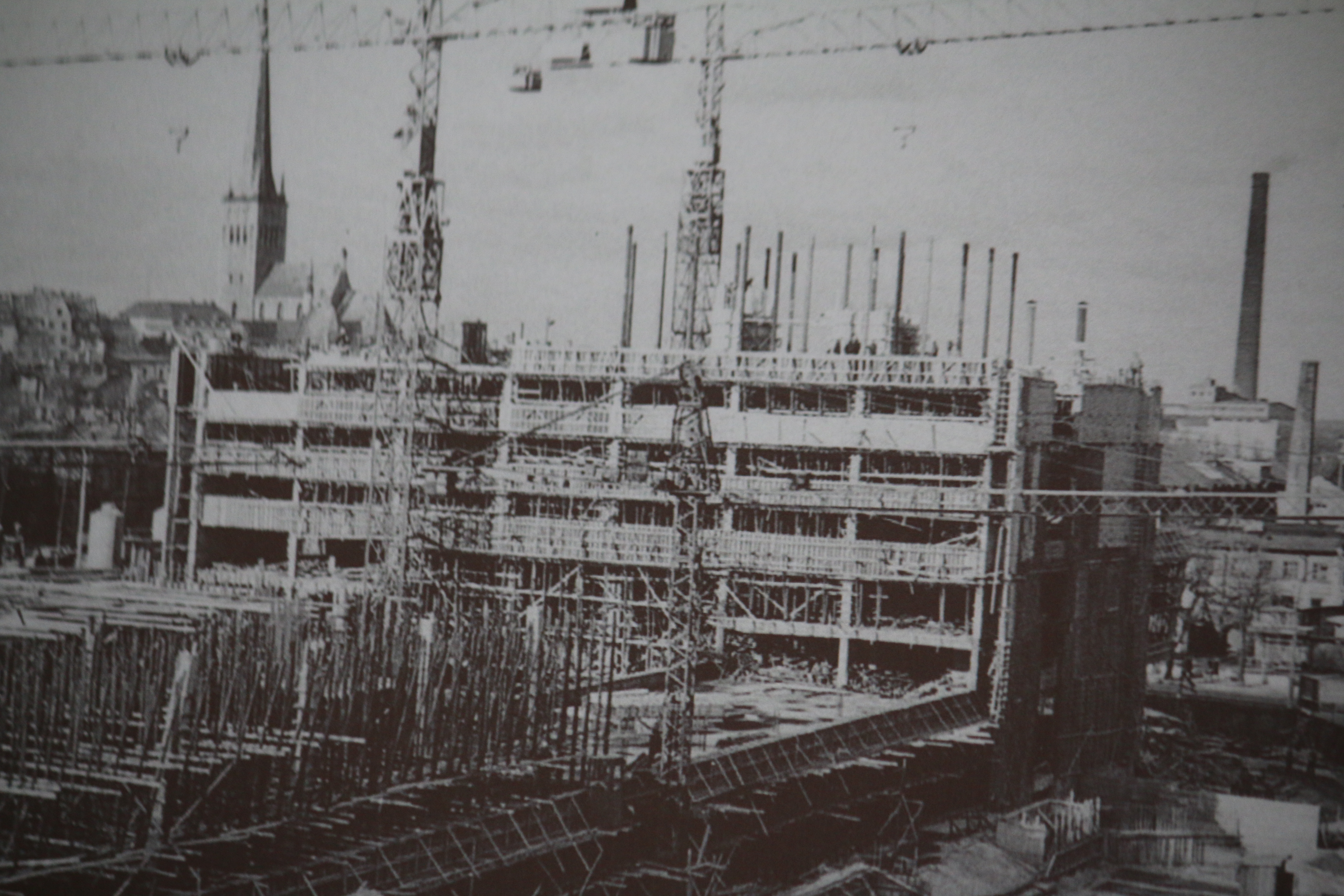

El museu també contextualitza la presència del KGB dins de l’Estònia soviètica, i com aquest hotel, aparentment modern i cosmopolita, funcionava en realitat com un instrument per monitorar els visitants occidentals. Els turistes estrangers eren allotjats aquí intencionadament, ja que els espais estaven preparats per recollir informació sobre les seves activitats i converses, en especial aquells que es sospitava que podrien tenir contactes amb dissidents o amb l’estranger.
A través d’aquest museu, es pretén preservar la memòria històrica d’un període de repressió i control, però també explicar-ho de manera accessible i pedagògica. És avui un dels llocs més visitats de Tallinn, oferint una mirada única a la realitat amagada darrere del teló d’acer, i una eina de reflexió sobre la llibertat i els drets humans.

## Llegat i simbolisme

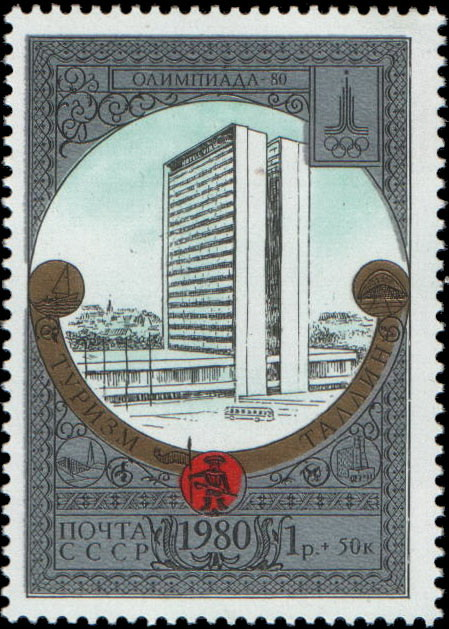

L’Hotel Viru no és només una estructura emblemàtica de Tallinn: és un símbol polifacètic del passat recent d’Estònia, un reflex del seu pas per l’era soviètica i de la seva transició cap a la modernitat. La seva silueta inconfusible es manté com una icona visual que defineix l’horitzó urbà de la capital, i la seva història el converteix en una peça clau del patrimoni cultural del país.
Durant dècades, l’hotel va representar una finestra simbòlica cap a Occident, especialment per als ciutadans soviètics. Era l’indret on es trobaven els visitants estrangers, on circulava informació i influències culturals foranes, i on les estructures de control i vigilància del KGB es mantenien actives en l’ombra. Tot plegat ha contribuït a la fascinació que genera l’edifici avui dia.

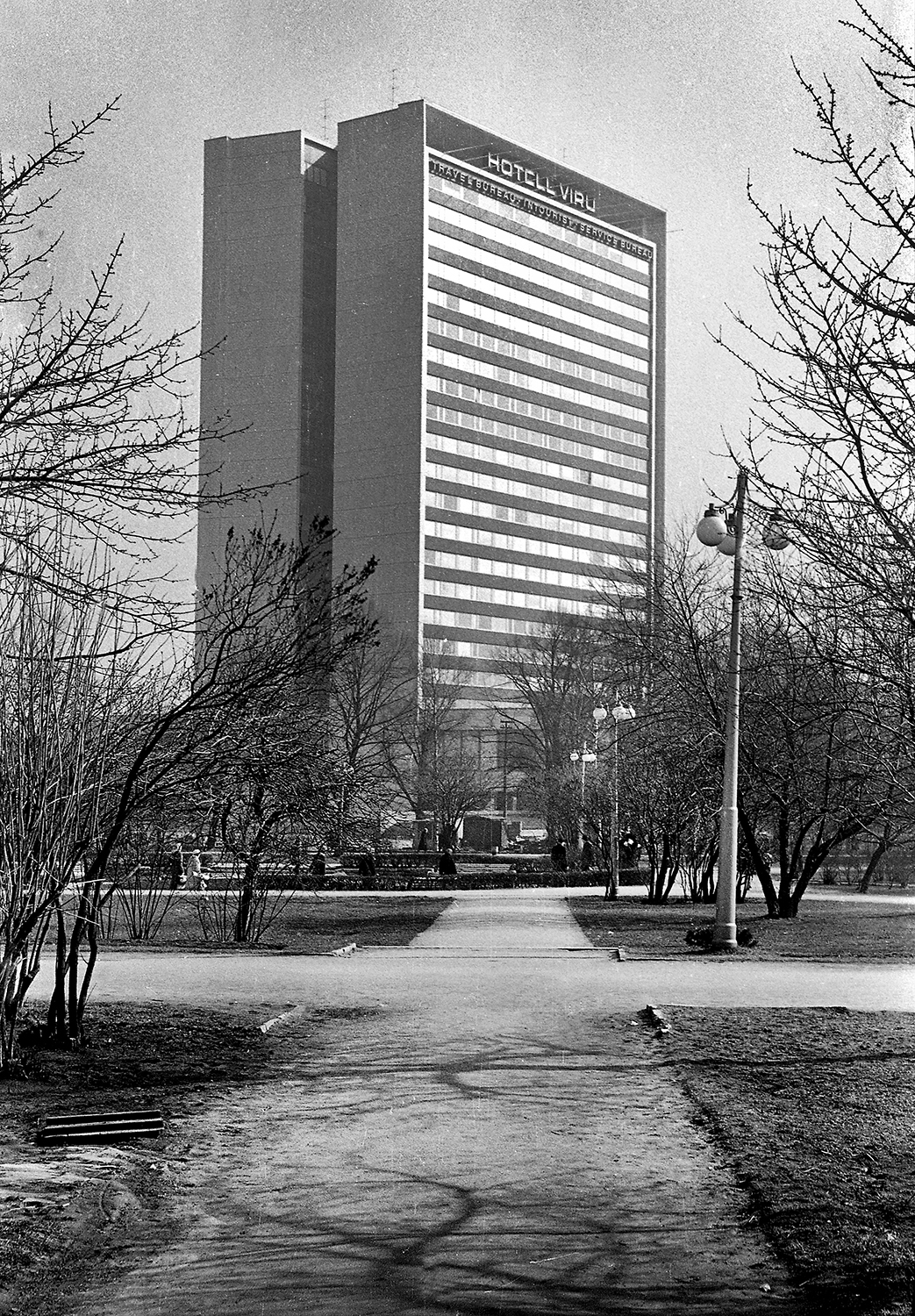

Amb la seva transformació en un espai obert, funcional i conscient del seu passat, l’hotel s’ha convertit en un punt de trobada entre memòria i futur. El Museu del KGB, ubicat al seu interior, ha ajudat a institucionalitzar aquest llegat i a promoure una reflexió crítica sobre els temps de la repressió i el control estatal. És també una eina educativa important, especialment per a les noves generacions que no van viure l’època soviètica.
A més, l'Hotel Viru és un exemple de com el patrimoni arquitectònic i històric pot ser preservat, reinterpretat i reintegrat dins una societat contemporània. La seva pervivència, a través de l’activitat hotelera moderna i la memòria històrica activa, el consagra com un element essencial del paisatge urbà i de la identitat cultural d’Estònia.

## Actualitat

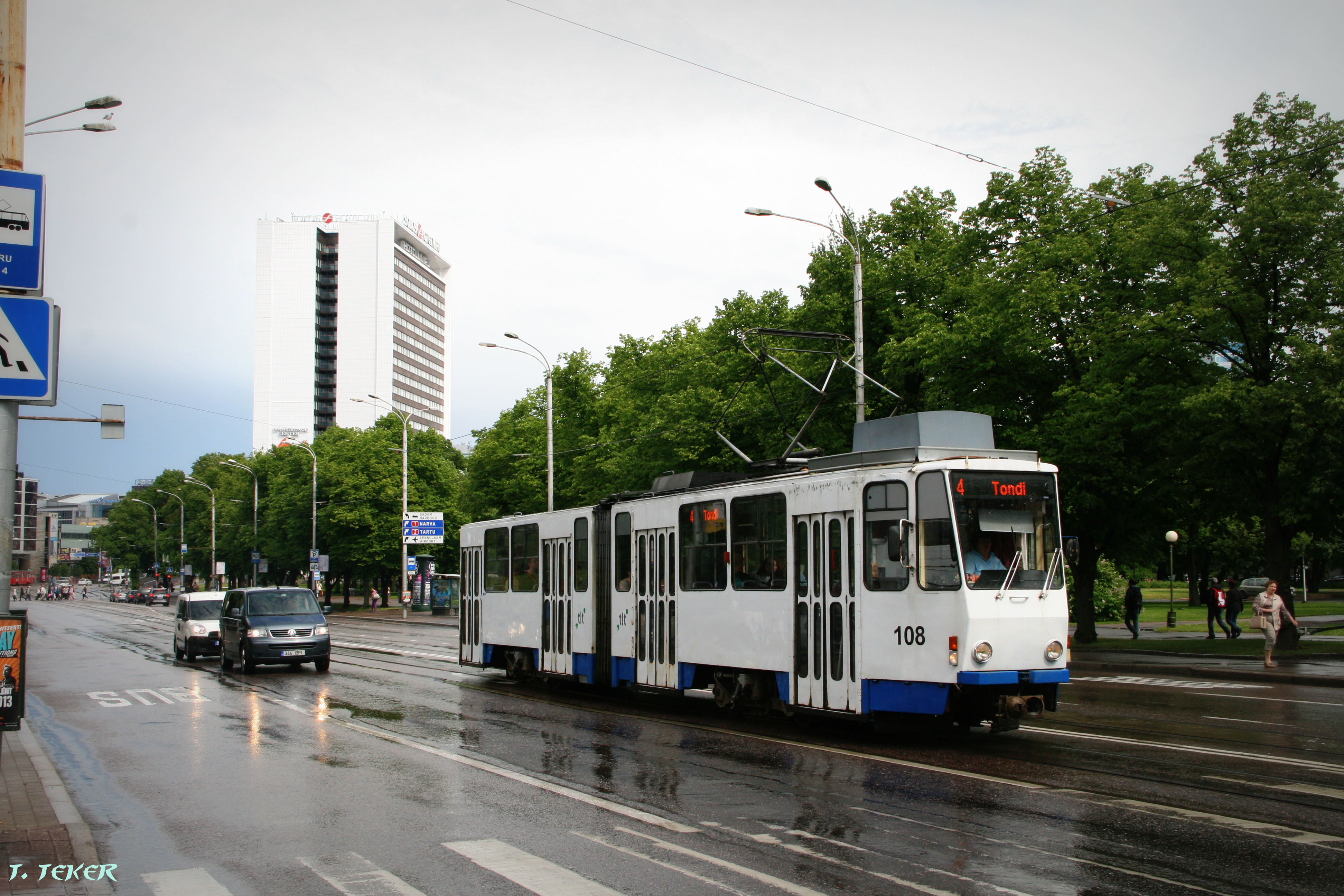

Actualment, l’Hotel Viru continua sent un dels emblemes arquitectònics i culturals de Tallinn, destacant tant pel seu valor històric com pel seu paper dins la indústria turística moderna d’Estònia. Gestionat per la cadena Sokos Hotels, forma part de la prestigiosa cadena finlandesa S-Group, la qual ha modernitzat les seves instal·lacions mantenint l’essència de l’edifici original.
L’hotel ofereix més de 500 habitacions, distribuïdes en diverses categories, des de les estàndard fins a les suites amb vistes privilegiades del centre històric de Tallinn i el mar Bàltic. A més, ha estat equipat amb totes les comoditats contemporànies, com ara accés gratuït a internet d’alta velocitat, centre de conferències, spa, gimnàs, restaurants i bars amb una oferta gastronòmica diversa, combinant plats tradicionals estonians amb cuina internacional.
Una part significativa del públic de l’Hotel Viru són turistes procedents de Finlàndia, Suècia i altres països europeus, però també és habitualment triat per visitants nacionals i professionals que participen en congressos, fires i esdeveniments celebrats a Tallinn. La seva ubicació privilegiada, al costat de la ciutat vella i ben connectada amb les principals vies de comunicació, el converteix en una opció ideal per a estades tant d’oci com de negocis.
A banda de les seves funcions hoteleres, l’Hotel Viru manté viva la seva dimensió cultural i històrica, especialment a través del Museu del KGB, que continua sent una atracció molt popular. La seva activitat s’ha integrat dins l’oferta de turisme de memòria de Tallinn, i rep cada any milers de visitants interessats en la història de la Guerra Freda i de l’Estònia soviètica.
Finalment, l’hotel ha estat reconegut per la seva implicació social i mediambiental, participant en iniciatives sostenibles com la reducció de residus, l’ús d’energies renovables i programes de formació per al seu personal. Tot això fa que l’Hotel Viru, lluny de quedar-se en un vestigi del passat, continuï sent un referent viu i actiu dins l’escena urbana i turística de la capital estoniana.